# 覺覺團
覺覺團，是成立於1940年的中國東北地區反滿抗日團體，後被日軍破獲。

## 歷史
1933年5月，國民黨東北黨務辦事處在塘沽協定下不可在平津地區公開活動，翌年其黨務工作交予東北反滿抗日協會。期後亦出現不少其他抗日團體，包括成立於1940年的覺團。
最初由滿洲建國大學與日本的中國留學生所組成，主要是反滿抗日，活動包括讀書會、出版等。其名稱來源自「先知覺後知，先覺覺後覺」。覺覺團接受國民黨東北黨部的指揮，蒐集日偽軍情報。不過，1943年，覺覺團被日軍破獲，多人被捕。到1945年五二三事件後，國民黨在東北地區受重挫，其地下組織工作暫停。

## 其他
作家紀剛以覺覺團為主題寫成小說《滾滾遼河》。